# 椰子纖維

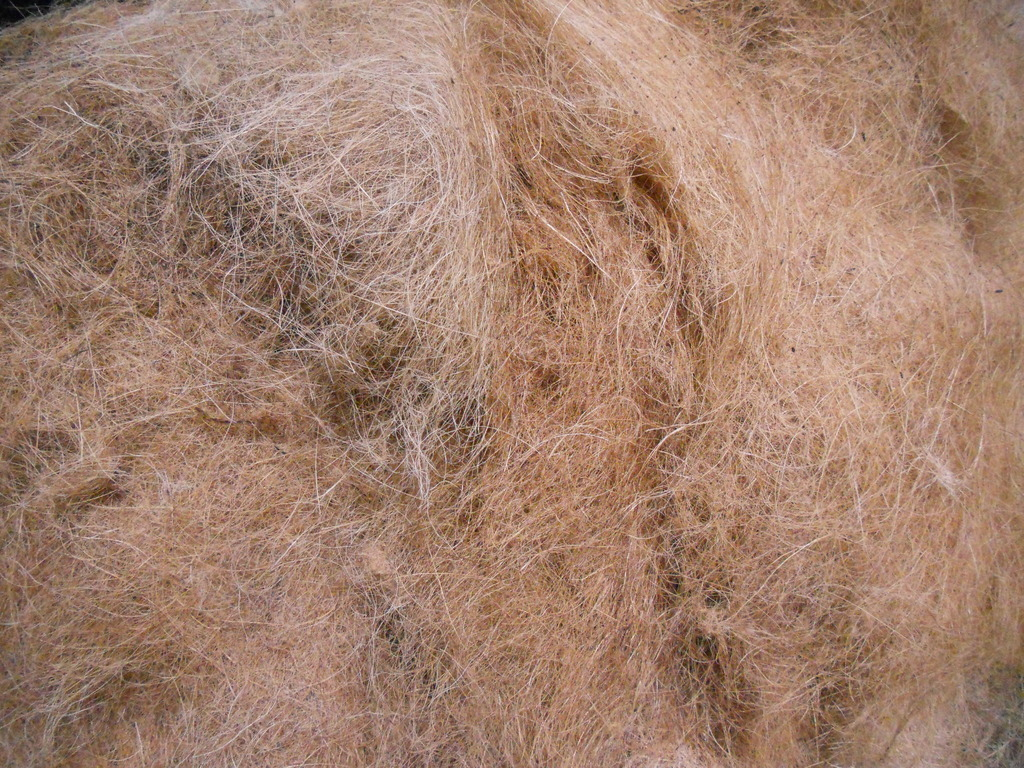
椰子纖維的特寫視圖

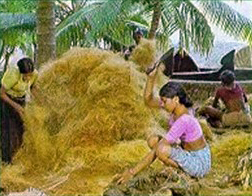
椰子纖維的分離

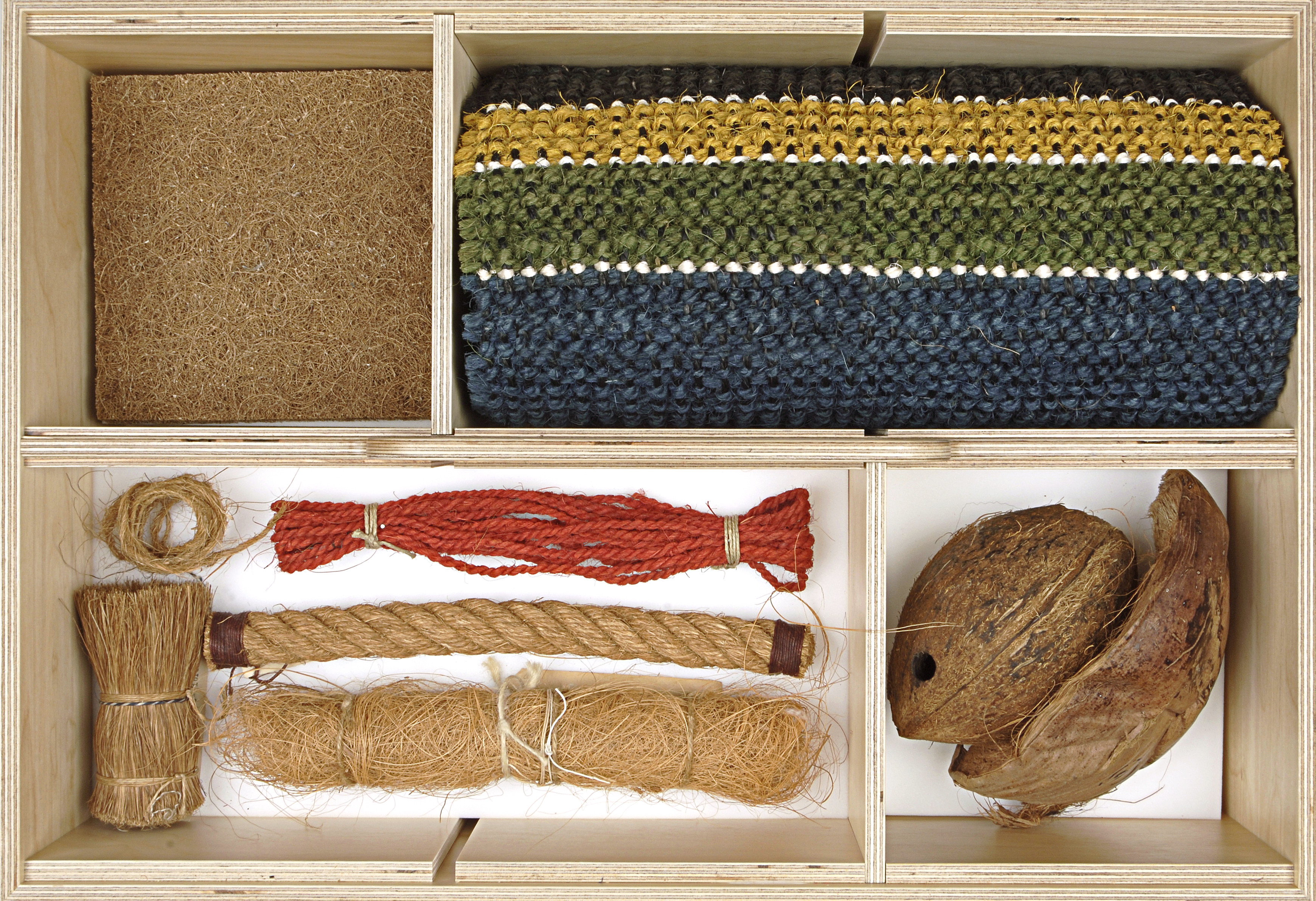
可以出現椰子纖維的各種形式

椰子纖維，（又稱：椰殼纖維），是從椰子殼中提取的天然纖維，用於地板墊、墊墊、刷子和床墊等產品中。椰子是在硬的，內殼和椰子外層之間發現的纖維材料。棕色椰子（由成熟的椰子製成）的其他用途是在裝飾墊，麻袋和園藝中。從未成熟的椰子收穫的白色椰子，用於製作更好的刷子、繩子、繩子和漁網。

## 歷史
從古以來，椰子纖維已經製成了繩和繩索。在幾年前前往馬來亞，爪哇，爪哇，中國和阿拉伯灣的海上航行的印度航海家都用椰子作為船繩。公元11世紀的阿拉伯作家提到大量使用椰子船用繩索和索具
英國的一個椰子業在十九世紀下半葉之前就被記錄下來了。1840年期間，船長廣泛與洛根隊長Thomas Treloar先生合作，在英國Ludgate Hill創立了Treloar和Sons的知名地毯公司，以生產適用於地板覆蓋物的各種布料。 

## 結構
在硬殼，內殼和椰子的外層之間發現椰子纖維。單個纖維細胞窄而中空，厚壁由纖維素製成。當它們不成熟時，它們是蒼白的，但是隨著木質素層沉積在其壁上而變得硬化和變黃。
每個單元格長約為1 mm（0.04英寸）直徑大約為10至20 µm（0.0004至0.0008英寸）。

纖維通常是10至30（4至12英寸）長.。 
椰纖有棕色和白色兩種品項。
從完全成熟的椰子收穫的棕色椰子厚實，堅固，耐磨性高。它通常用於墊子，刷子。
成熟的棕色椰子纖維比亞麻和棉纖維含有更多的木質素和更少的纖維素，因此更強但不太靈活。在椰子成熟前收穫的白色椰子纖維是白色或淺棕色，更平滑更細，而且更弱。它們通常被紡製以使用於墊子或繩索中的紗線。
椰子纖維相對防水，是耐鹽水損傷的少數天然纖維之一。棕色椰纖使用淡水處理，而海水和淡水都用來處理白色椰纖。
椰子纖維不可與加工中產生的粉狀海綿質材料椰絮(coir pith)混淆。
兩者為同材質但椰絮纖維較短，椰纖泥炭土(coir peat)可能是椰纖或椰絮也可能是其混合物。
椰子纖維(coir) 在一些國家被當地命名為 coprah， 文字乍看下非常相似導致不易區分。

## 用途

### 鎧裝，包裝，床上用品，地板等

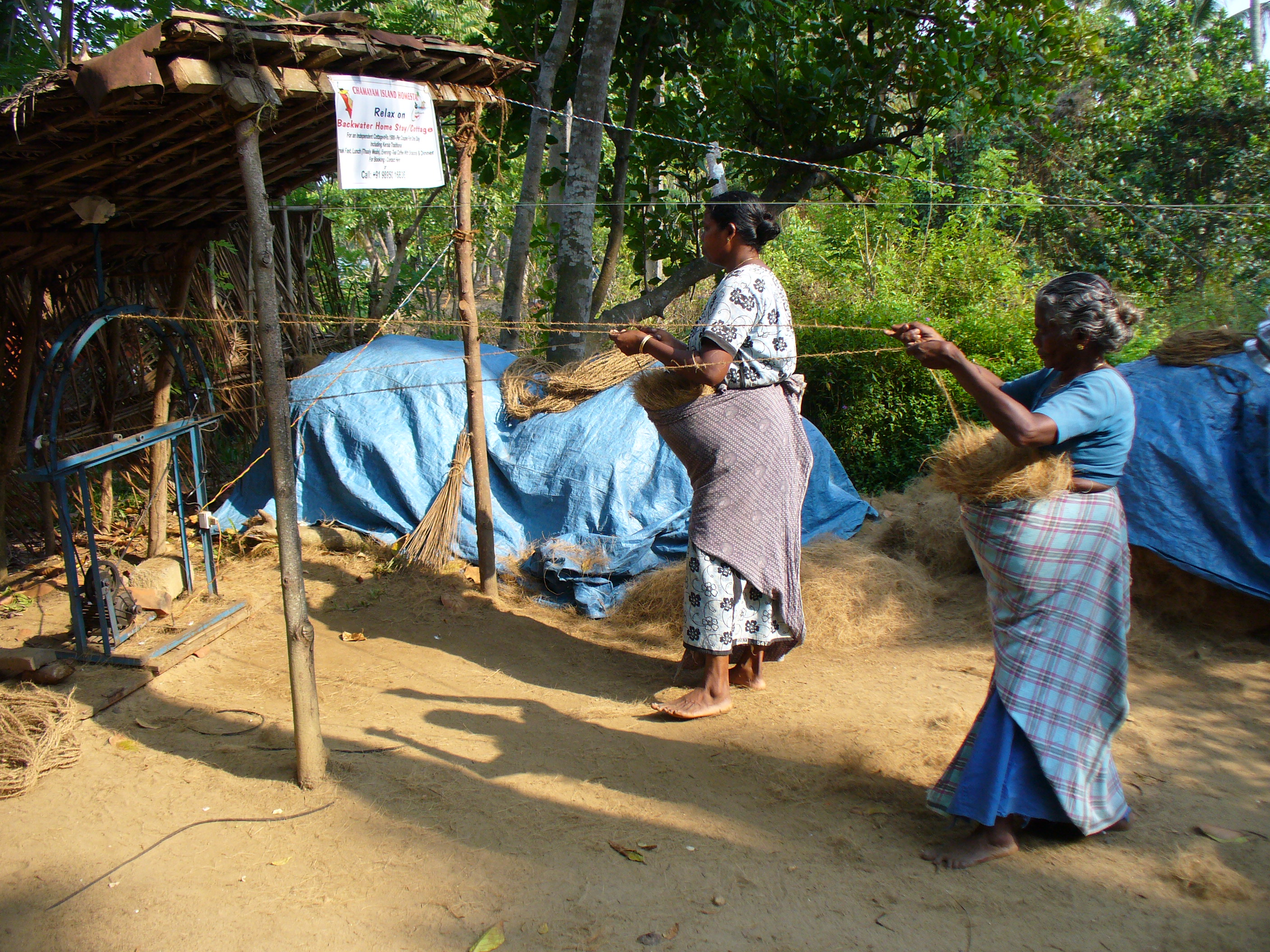

紅椰殼用於地板墊和墊子，刷子，床墊，地磚和開袋。少量也被製成麻線。通過針刺製成的捲曲棕色椰纖維墊（將纖維一起鋪設的機器技術）成形和切割以填充床墊並用於河岸和山坡上的侵蝕控制。棕色椰子墊的主要部分用橡膠膠乳噴射，其將纖維粘合在一起（橡膠化的椰殼），用作歐洲汽車工業的裝飾墊。該材料也用於絕緣和包裝。
白色椰子的主要用途是製造繩子。編織椰纖維的墊子由使用手或機械織機的較細等級的刷毛和白色纖維製成。由於白色椰子對鹽水的抵抗力強，因此也可用於製作漁網。

### 農業和園藝用途
在農業和園藝中，由於可廣泛使用和環保，所以椰子纖維是（泥炭苔）和泥炭的替代品。然而，許多來源的可可纖維嚴重受到致病真菌的污染，源的選擇很重要。
發現來自墨西哥的椰子纖維含有大量的有益真菌菌落土麴黴，其作為對植物致病真菌的生物防治。.
椰子也用作生長蘑菇的底物。該椰子通常與蛭石混合併用沸水巴氏消毒。將椰子/蛭石混合物冷卻至室溫後，將其放入較大的容器中，通常為塑料盒。這個產卵是蘑菇菌絲體，並將殖民地的椰子/蛭石混合物最終成果蘑菇。
纖維是過敏原，以及經常用於處理椰子的膠乳和其他材料。
椰子纖維可用作爬行動物或蜘蛛的天花板底物。

椰子纖維可以容納大量的水，就像海綿一樣。 它用作土壤混合物中傳統泥炭的替代物，或作為植物栽培的無土壤底物。它被稱為“椰子泥炭”，因為它是新鮮的椰子纖維有點像泥炭泥炭苔，雖然這不是真正的泥炭。
來自椰纖維工業的椰油廢物在加工成各種粒度和緻密度的椰子泥炭產品之前進行洗滌、熱處理、篩选和分級，然後用於園藝和農業應用以及作為工業吸收劑。
通常以壓縮包、壓塊、板或盤的形式運輸，最終用戶通常通過加水膨脹和充氣壓縮的椰子泥炭。 一公斤乾燥椰子泥炭將膨脹至15升潮濕的椰子泥炭。
椰子泥被用作土壤調節劑。由於其組成中營養成分含量低，椰子泥通常不是用於種植植物的培養基中的唯一成分。當植物僅在椰子泥中生長時，重要的是根據具體植物的需要添加營養。菲律賓，斯里蘭卡和印度的椰子泥含有幾個大型和微型植物營養，包括大量鉀。這種額外的鉀會干擾鎂的供應。通過添加硫酸鎂添加額外的鎂可以糾正這個問題。
一些椰子泥炭到達時不會完全分解，如果沒有足夠的可能會導致氮缺乏，就會與植物競爭。來源不詳的椰子纖維可以在其中含有過量的鹽，需要洗滌（檢查徑流水的電導率，如果高水平，則沖洗）。它擁有良好的水，比土壤保持大約1000倍的空氣。當用椰子纖維生長時，建議添加緩釋肥料或有機肥料。
椰子纖維的常見用途包括：
- 作為泥炭的替代品，因為它沒有細菌和大多數真菌孢子，並且可持續性沒有由泥炭開採引起的環境破壞。

- 混合沙子，堆肥和肥料，使質量好灌封土。 可可泥通常具有在pH - 5.5 to 6.5的範圍內的酸度，對於一些植物來說，其酸度稍微酸性，但許多受歡迎的植物可以耐受該pH範圍。

- 作為生長蘑菇的基質，其在纖維素上茁壯成長。 可可泥具有高纖維素和木質素含量。

椰子纖維可以重複使用三次，產量損失小。 來自病害植物的可可纖維不應重新使用。

### 其他
作為一種很好的吸收劑，乾燥的椰子纖維可以作為一個吸油劑用在濕滑的地板上。 可可纖維也用作動物養殖場和寵物屋的床上用品，以吸收動物廢物，使農場保持清潔乾燥。可可纖維是親水性，不像泥炭苔，即使完全乾燥，也可以快速吸收水分。 可可泥是多孔的，不能輕易過度使用。

## 生物安全風險
可可纖維可以擁有有機體，對進口的國家生物安全性構成威脅。自1989年以來，可可纖維已經進口到新西蘭，自2004年以來大幅增長。到2009年，共有25種新進的雜草泥被發現。有關將椰子纖維進口到新西蘭的規定已經修改，以改善生物安全措施。

## 主要生產商
全球科爾纖維總產量為250,000公噸（250,000長噸；280,000短噸）這個行業在發展中國家的某些領域尤其重要。印度主要在波拉奇和喀拉拉州的沿海地區，佔世界全球白色纖維纖維總量的60％。斯里蘭卡生產總棕色纖維產量的36％。全世界每年生產的椰子纖維的超過50％在原產國，主要是印度消費。

### 引用
1. ↑   Chisholm, Hugh (编). .  6 (第11版). London: Cambridge University Press: 654. 1911.
2. ↑  .   [2017-10-17]. （原始内容存档于2006-07-14）.
3. 1 2  Staff. . Coir Board, Govt. of India.   [17 March 2013]. （原始内容存档于2012-02-25）.
4. ↑  . RootsWeb.   [2017-10-17]. （原始内容存档于2017-12-12）.
5. ↑  .   [2017-10-17]. （原始内容存档于2016-02-17）.
6. 1 2  "http://www.madehow.com/Volume-6/Coir.html （页面存档备份，存于）
7. ↑  Hyder, Naveen; Sims, James J.; Wegulo, Stephen N.. In Vitro Suppression of Soilborne Plant Pathogens by Coir. Department of Plant Pathology, University of Nebraska, 448 Plant Science Hall, Lincoln, NE 68583. 2008-11-19. URL:http://www.agrococo.com/Pathogen_Suppression.pdf （页面存档备份，存于）. Accessed: 2009-08-17. (Archived by WebCite at)
8. ↑   (PDF). Japi.org.   [2017-10-17]. （原始内容 (PDF)存档于2012-09-15）.
9. ↑   16. Fancy Publications: 66. 2008.
10. ↑  Jacobi, Michael. . TFH Publications Inc. 2011: 93  [2017-10-17]. ISBN 9780793844784. （原始内容存档于2019-06-09）.
11. 1 2  Mason, John. . Landlinks Press. 2003: 192–  [14 May 2015]. ISBN 978-0-643-06876-6. （原始内容存档于2019-06-09）.
12. ↑  . MAF Biosecurity New Zealand. 17 March 2009  [30 October 2010]. （原始内容存档于2010-06-03）.